# Cromatismo (música)
Cromatismo es un término musical que hace referencia al uso de las notas intermedias de la escala o semitonos, que en la música diatónica permanecen "fijos" en su posición: mi-fa, si-do. El cromatismo afecta a la estructura melódica y da lugar a las llamadas notas alteradas (bemol, sostenido), que tienen importancia como efectos expresivos.

## Etimología
El término "cromatismo" viene del latín chromatĭcus y este a su vez del griego χρωματικός [kromatikós] y significa literalmente "efecto del color".

## Historia
Los romanos analizaban los géneros usando pocos términos, entre ellos diatónico, enarmónico y cromático, siendo el último con el color entre los tres otros tipos que fueron considerados como modos a color. El género cromático contenía una tercera menor en la parte superior y dos semitonos en la inferior creando una cuarta justa en los extremos. Sin embargo, el término más cercano usado por los griegos para nuestro uso moderno de «cromático» es pyknon o la densidad («condensación») de los géneros cromáticos o enarmónicos.
A medida que la tonalidad comenzó a expandirse durante la segunda mitad del siglo XIX, con nuevas combinaciones de acordes, tonalidades y armonías que se empleaban, la escala cromáticas y el cromatismo comenzaron a usarse más frecuentemente, en especial en las obras de Richard Wagner, tales como la ópera Tristan und Isolde. El incremento del cromatismo es a menudo citado como una de las principales causas o signos del «quiebre» de la tonalidad, en la forma de la cada vez mayor importancia del uso de:
- Mixtura o mezcla de Modos o Intercambio Modal.
- Tonicalización de cada nota cromáticas y otras áreas de tonalidades vecinas (Intro-modulación).

Tal como sucede con otras organizaciones jerárquicas del espacio cromático como los de George Perle, la armonía tonal continuó extendiéndose pese al quiebre, la escala cromática siguió siendo parte de la base de la música moderna en el dodecafonismo, donde una serie dodecafónica es una ordenación específica de la escala cromática, y del posterior serialismo. Aunque estos estilos/métodos continúan (re)incorporando la tonalidad o elementos tonales, a menudo las tendencias que llevaron a estos métodos fueron abandonadas, por ejemplo la modulación.
Susan McClary argumenta que el cromatismo en la narrativa de la ópera y la forma sonata puede ser mejor comprendida como el «otro», racial, sexual, socialmente u otros, del propio diatonismo "masculino". Fuese a través de la modulación, como a una área de tonalidad vecina, u otros medios. Por ejemplo, Clement llama al cromatismo en la Isolde de Wagner "olor femenino". Sin embargo, McClary también anota que las mismas técnicas usadas en la música para representar la locura en la mujer representan históricamente la vanguardia en la música instrumental, "en la sinfonía del siglo XIX, el atrevido cromatismo de la ópera Salomé de Richard Strauss es lo que distingue una composición realmente seria de la vanguardia de un trabajo hecho de clichés recortados."

## Tipos
David Benavente (1994) describe tres formas de cromatismo:
1. Modulación
2. Acordes tomados de tonalidades secundarias (Intercambio Modal y Tonicalización)
3. Acordes cromáticos tales como acordes de sexta aumentada (véase Sustitución Tritonal)

Lista de acordes cromáticos:
- Acordes de séptima de dominante de tonalidades vecinas, usadas para modular a esas tonalidades (cadencias V7-I).
- Acordes de sexta aumentada.
- Acordes de sexta napolitana como subdominantes cromáticas.
- Acordes de séptima disminuida como VII7 cromáticas.
- Acordes alterados
- Acordes expandidos[6]

Otros asuntos cromáticos:
- El modo menor en las tonalidades mayores (Mixtura de modos o Intercambio Modal )